# Vlekdaguil
De vlekdaguil (Heliothis peltigera) is een nachtvlinder uit de familie van de uilen, de Noctuidae. De voorvleugellengte bedraagt tussen de 16 en 19 millimeter. De soort komt in Zuid-Europa en het Nabije Oosten voor, maar is als trekvlinder vaak noordelijker te vinden.

## Waardplanten
De vlekdaguil heeft als waardplanten stalkruid, donkerkruid, goudsbloem, kleverig kruiskruid en ook afrikaantjes.

## Voorkomen in Nederland en België
De vlekdaguil is in Nederland en België een zeldzame soort, die als trekvlinder verspreid over het hele gebied kan worden gezien tussen mei en oktober, vooral in de eerste helft van augustus. De vlinder kan hier niet overwinteren.